# Lindstedt
Lindstedt is een plaats en voormalige gemeente in de Duitse deelstaat Saksen-Anhalt en maakt deel uit van de gemeente Gardelegen in de Landkreis Altmarkkreis Salzwedel.
Het dorp Lindstedt zelf telde begin 2022 316 inwoners. De naburige dorpjes Lindstedterhorst en Wollenhagen, die samen met Lindstedt een Ortschaft van de gemeente Gardelegen vormen, hadden per die datum respectievelijk 75 en 71 inwoners. Deze Ortschaft ligt in het uiterste noordoosten van de gemeente.

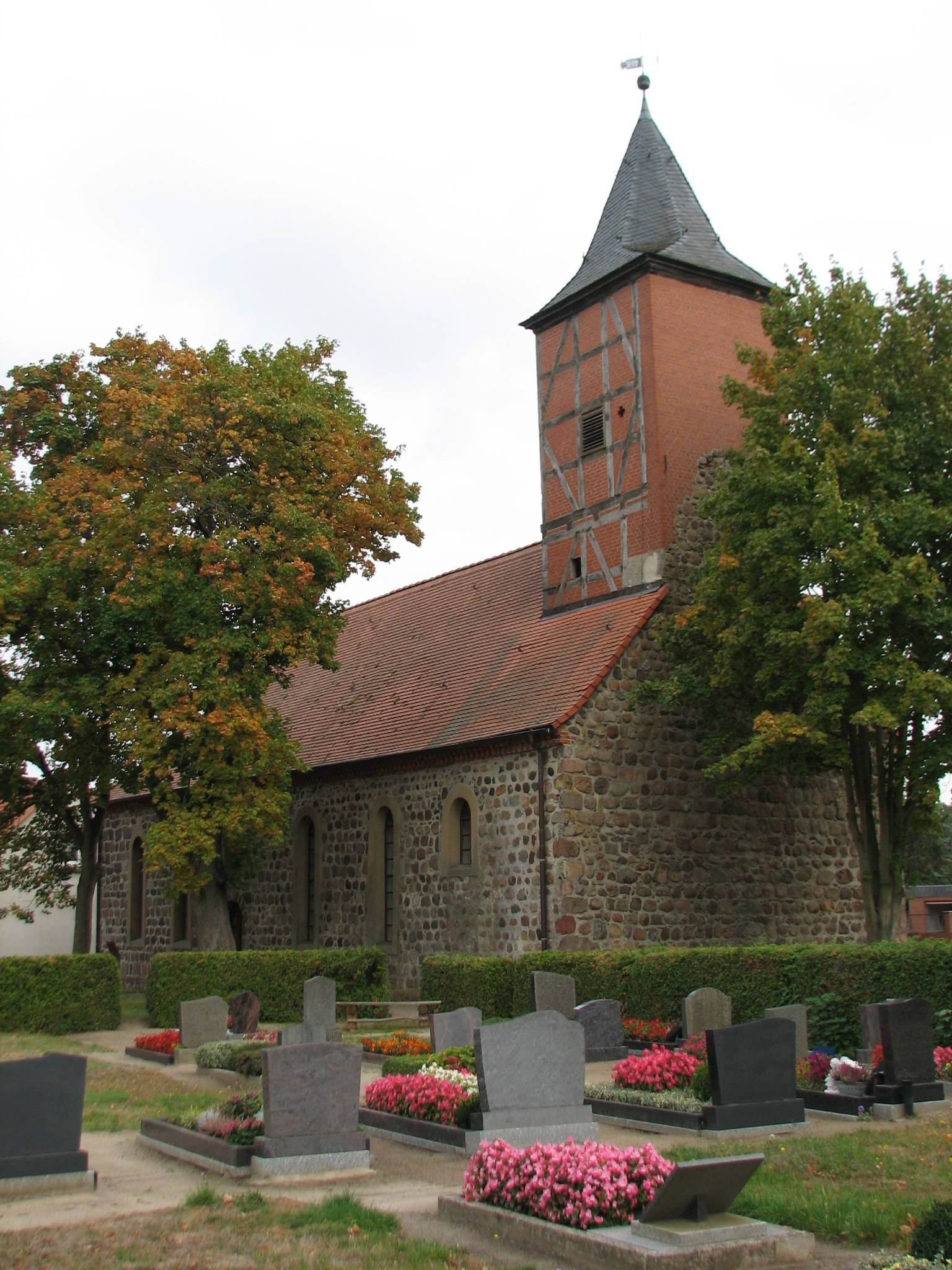
Evang.-lutherse kerk te Lindstedt (1854)
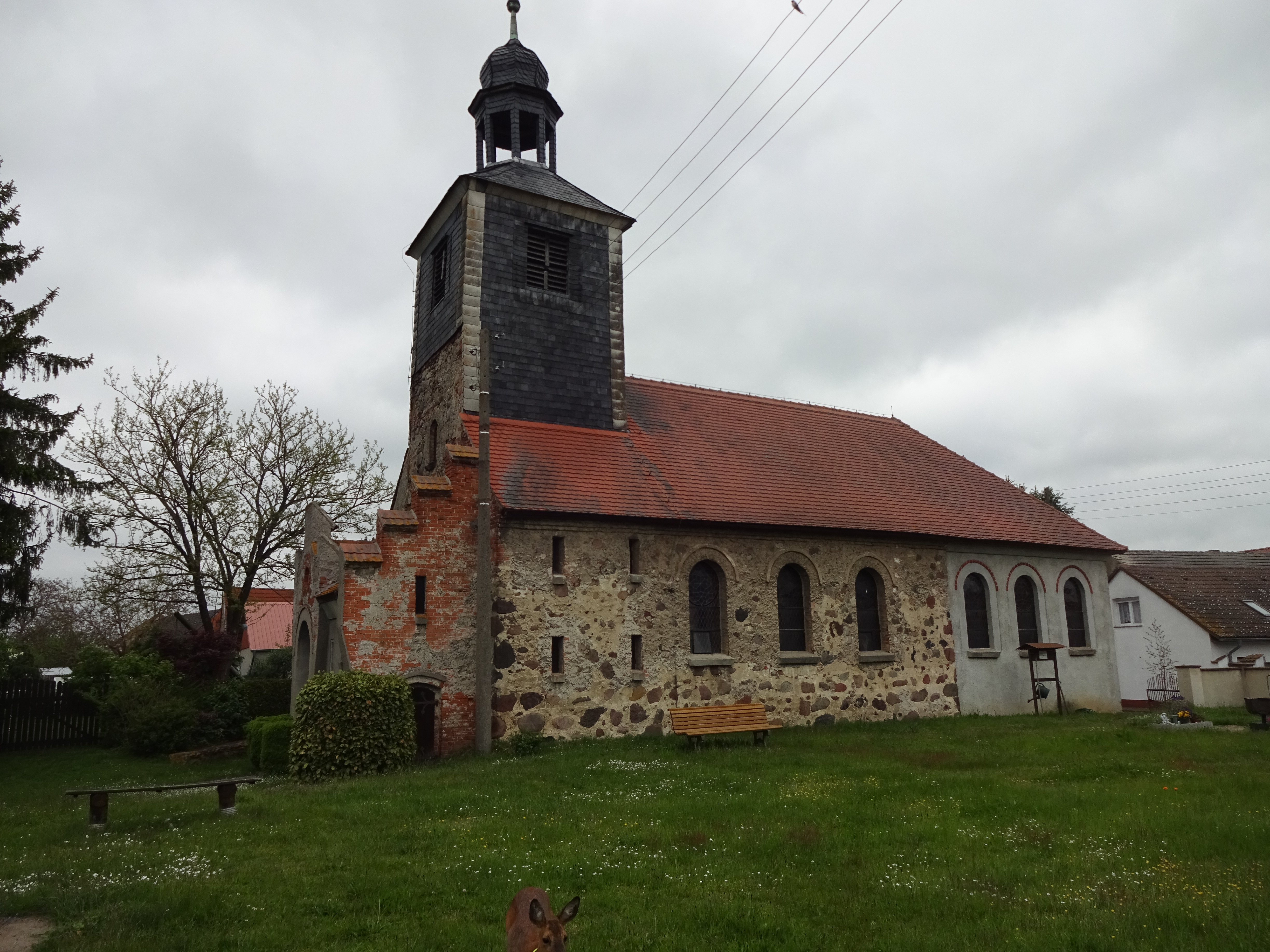
Kerkje van Lindstedterhorst
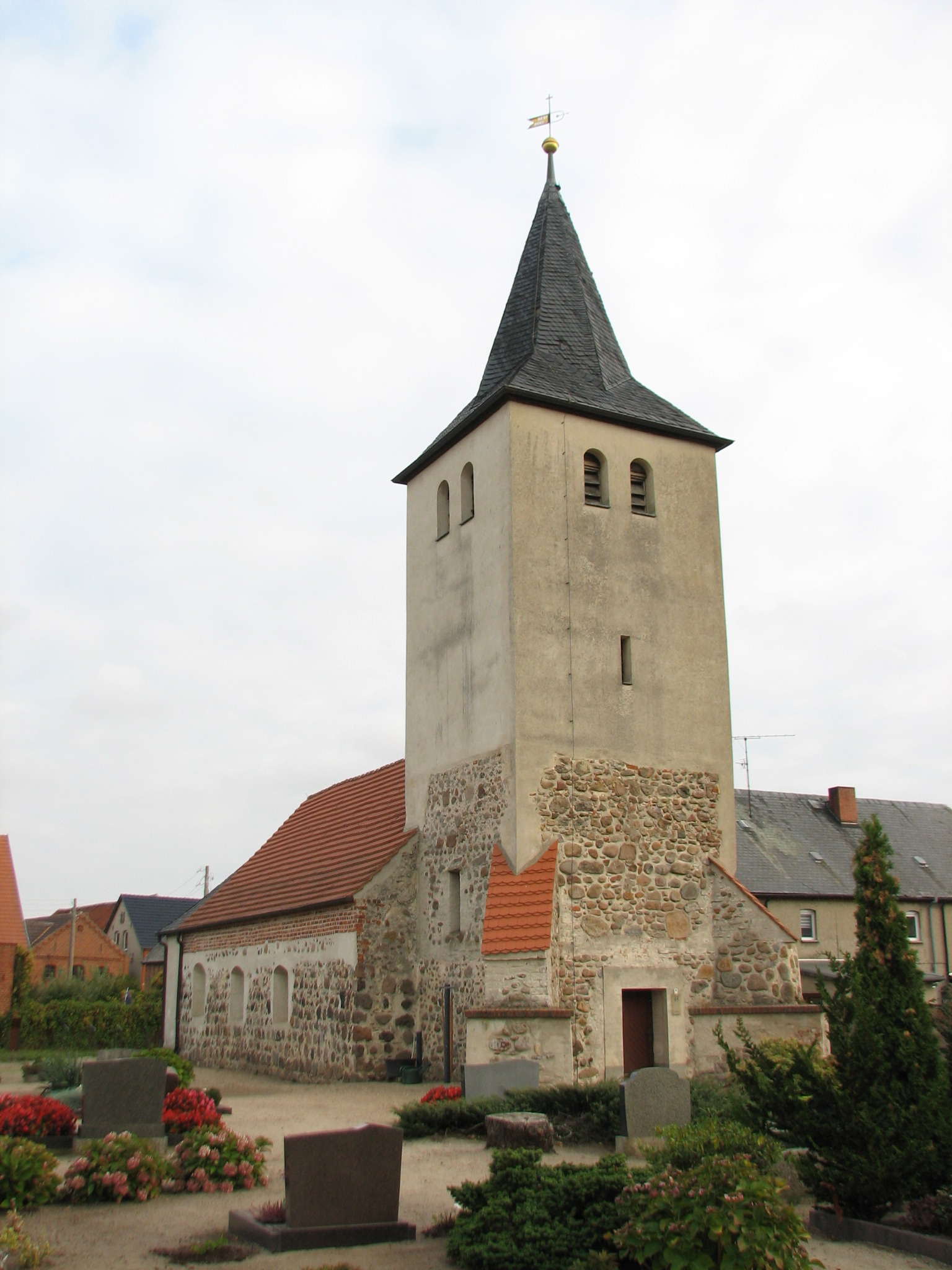
Kerk te Wollenhagen

Anderhalve kilometer ten zuiden van Lindstedt werden in de jaren-1950 restanten van een megalietmonument uit het 4e millennium v.Chr. ontdekt. Waarschijnlijk stamt het van dragers van een regionale tak der Trechterbekercultuur. Het monument is nog niet grondig wetenschappelijk gedocumenteerd.
Algenstedt · Berge · Breitenfeld · Dannefeld · Estedt · Gardelegen Stadt · Hemstedt · Hottendorf · Jävenitz · Jeggau · Jerchel · Jeseritz · Kassieck · Kloster Neuendorf · Köckte · Letzlingen · Lindstedt · Mieste · Miesterhorst · Peckfitz · Potzehne · Roxförde · Sachau · Schenkenhorst · Seethen · Sichau · Solpke · Trüstedt · Wannefeld · Wiepke · Zichtau